# Las Nubes, El Porvenir
Las Nubes är en ort i Mexiko.   Den ligger i kommunen El Porvenir och delstaten Chiapas, i den sydöstra delen av landet, 900 km sydost om huvudstaden Mexico City. Las Nubes ligger 2 939 meter över havet och antalet invånare är 237.
Terrängen runt Las Nubes är bergig åt nordost, men åt sydväst är den kuperad. Las Nubes ligger uppe på en höjd. Runt Las Nubes är det ganska tätbefolkat, med 78 invånare per kvadratkilometer. Närmaste större samhälle är El Porvenir de Velasco Suárez, 1,6 km nordost om Las Nubes. Omgivningarna runt Las Nubes är en mosaik av jordbruksmark och naturlig växtlighet.